# 安東尼奧·孔蒂
安東尼奧·孔蒂（義大利語：Antonio Conte，義大利語發音：[anˈtɔːnjo ˈkonte]，1969年7月31日—）是一名意大利前足球運動員，球員時代曾任尤文图斯隊長，亦任多隊名牌球會及意大利國家足球隊的主教練。現時為意甲球會拿玻里的主教練。

## 球員生涯
干地最初在萊切的青年隊踢球，並在1985年首次參加意甲賽事。1992年，干地轉會至祖雲達斯，成為祖雲達斯在90年代贏得歐洲足總杯和歐冠各一次的重要球員之一，並一度擔任隊長職位，直到退役前數季不再穩定出場後，才由迪比亞路接手。
國家隊部分，他並非絕對主力，需要和、等人競爭出場機會，但仍參加過1994世界盃和2000歐洲盃兩次大賽，皆獲得亞軍。共計為義大利國家隊出賽20場進2球，分別是於2000年的歐洲盃（小組賽對土耳其）及該屆歐洲盃的資格賽（對丹麥）獲得。他最後一次國家隊比賽是於該屆歐洲盃八強賽對陣羅馬尼亞，於下半場遭到哈吉鏟球時弄傷離場，哈吉則因此次粗暴的鏟球領到一張黃牌。

## 領隊生涯
干地在退役後改任足球教練，最初是在錫耶納擔當助理教練。2007年，干地來到，成為該隊的總教練，並使球隊奪得2008/09賽季意乙聯賽冠軍，升入甲級。在此之後曾一度傳出干地將成為祖雲達斯教練的消息，但因干地與巴里續約而未能實現。不過6月23日，干地又同巴里解約，因而他將不會擔任2009/10賽季巴里的主教練一職。2009年9月，干地開始執教亞特蘭大，開局不錯，但隨後成績糟糕，且與亞特蘭大球迷發生矛盾，于2010年1月份辭職。2010年5月干地成爲錫耶納主教練，帶領上賽季剛降級的球隊重新升入甲級。2011年5月，干地成為祖雲達斯的教練。2011年至2012年義大利足球甲級聯賽，干地以靈活的戰術和陣式變化令祖雲達斯最終以23勝15平0負積84分的全季不敗戰績，重奪聯賽冠軍。
2014年8月15日，意大利國家隊宣佈干地成為球隊新帥，他與意大利國家隊簽下了一份為期兩年的合約，意大利媒體稱他得到了一份年薪450萬歐元左右的合約，在國家隊教練中次於的900萬歐元。
2016年4月4日，車路士官方宣佈與干地簽下一份為期三年的合約，在2016歐國盃後正式接任執掌車路士。球隊於聯賽第6輪以0-3敗給阿仙奴後，干地轉用3-4-3陣式，球隊成績得到明顯改善，先後在主場以5-0血洗愛華頓、4-0大勝曼聯、3-0擊敗應屆冠軍李斯特城和2-1打敗熱剌，作客更反勝曼城3-1，有望打破英超史上13連勝的紀錄。可惜的是，干地未能帶領車路士衝擊英超歷史由阿仙奴所保持的跨季14連勝的紀錄，他們在第20輪作客敗陣，被對手熱刺以2-0擊退，只能追平阿仙奴英超紀錄的13連勝。干地連續三個月（10月、11月及12月）均當選英超每月最佳領隊，成為英超歷史上首位連續三個月獲得此獎項的主教練。但是，由於干地在處理事件上的爭議、在轉會買賣方面與高層不和、以及與先發球員關係欠佳，2018年7月13日，切爾西決定正式解僱干地，意味著干地時代的完結。 然而，切爾西卻因「行為不當」，拒絕支付解約金，其後2018年7月20日，干地也透過法律途徑追究至今。
2021年5月26日，在帶領国际米兰獲得11年來的首個意甲冠軍後三個半星期孔蒂離開了國際米蘭的總教練職位。孔蒂總結說，他的野心與國際米蘭的計劃背道而馳，因為球隊的財務狀況，國際米蘭準備在今年夏天出售約8000萬歐元的球員。孔蒂希望得到能簽約球員的支持，並希望有更大的機會繼續他的成功。
2021年11月2日，熱刺宣布干地為新任領隊，他與球會簽下了18個月的合約。他帮助热刺自2019-20赛季以来首次获得參加欧洲冠军联赛的资格。
2023年3月26日，熱刺宣布已和干地達成協議，解除合約。

## 執教風格
球員時代主要擔任防守中場或中場中的孔蒂極重防守，也是防守反擊的忠實信徒，最常使用3-5-2陣式（或在某些情況下，它更多是防守的陣式，5-3-2）。在攻擊面喜歡用邊後衛或邊中場替代邊鋒。他在擔任尤文圖斯的主教練的時間內，使用3-5-2的陣式連續奪得三次意甲冠軍。這也很快就開始被其他幾個意甲球隊使用。
意大利球星皮爾洛也讚許了孔蒂的球隊管理和激勵的能力。他在自傳中回顧了孔蒂的執教風格，尤文圖斯是如何取得了顯著的變化：“他只需要簡單的說話就征服了我和尤文圖斯，他的血管裡燃燒著火熱和激情，如果達不到他的要求將會面臨令人崩潰的毒舌諷刺，威嚴形象像一條毒蛇般深深烙印在球員心中。」

## 榮譽

### 球員生涯
| 球會     | 賽事               | 獲獎年份                                              |
| -------- | ------------------ | ----------------------------------------------------- |
| 祖雲達斯 | 歐洲足協盃冠軍     | 1992/93年                                             |
| 祖雲達斯 | 義大利甲組聯賽冠軍 | 1994/95年，1996/97年，1997/98年，2001/02年，2002/03年 |
| 祖雲達斯 | 義大利盃冠軍       | 1994/95年                                             |
| 祖雲達斯 | 義大利超級盃冠軍   | 1995年，1997年，2002年，2003年                        |
| 祖雲達斯 | 歐洲聯賽冠軍盃冠軍 | 1995/96年                                             |
| 祖雲達斯 | 歐洲超級盃冠軍     | 1996年                                                |
| 祖雲達斯 | 世界冠軍球會盃冠軍 | 1996年                                                |
| 祖雲達斯 | 圖圖盃冠軍         | 1999年                                                |
| 意大利   | 歐洲國家盃亞軍     | 2000年                                                |
| 意大利   | 世界盃亞軍         | 1994年                                                |

### 教練生涯
| 球會     | 賽事               | 獲獎年份                              |
| -------- | ------------------ | ------------------------------------- |
| 祖雲達斯 | 義大利甲組聯賽冠軍 | 2011/2012年，2012/2013年，2013/2014年 |
| 祖雲達斯 | 義大利超級盃冠軍   | 2012年，2013年                        |
| 車路士   | 英格蘭超級聯賽冠軍 | 2016/2017年                           |
| 車路士   | 英格蘭足總杯冠軍   | 2017/2018年                           |
| 國際米蘭 | 義大利甲組聯賽冠軍 | 2020/2021年                           |
| 拿玻里   | 意大利甲級聯賽冠軍 | 2024/2025年                           |

## 個人數據

### 教練生涯數據統計
最近更新：2023年3月31日

| 國家   | 球隊         | 從         | 至         | 統計 | 統計 | 統計 | 統計 | 統計     |
| 國家   | 球隊         | 從         | 至         | 場次 | 勝   | 和   | 負   | 得勝率％ |
| ------ | ------------ | ---------- | ---------- | ---- | ---- | ---- | ---- | -------- |
| 意大利 | 阿雷佐       | 2006年7月  | 2006年10月 | 12   | 3    | 5    | 4    | 25       |
| 意大利 | 阿雷佐       | 2007年3月  | 2007年6月  | 44   | 35   | 3    | 6    | 42.86    |
| 意大利 | 巴里         | 2007年12月 | 2009年6月  | 67   | 32   | 20   | 15   | 47.76    |
| 意大利 | 亞特蘭大     | 2009年9月  | 2010年1月  | 14   | 3    | 4    | 7    | 21.43    |
| 意大利 | 錫耶納       | 2010年7月  | 2011年5月  | 44   | 22   | 14   | 8    | 50       |
| 意大利 | 祖雲達斯     | 2011年5月  | 2014年7月  | 151  | 102  | 34   | 15   | 67.55    |
| 意大利 | 意大利國家隊 | 2014年8月  | 2016年7月  | 25   | 14   | 7    | 4    | 56       |
| 英格蘭 | 車路士       | 2016年7月  | 2018年7月  | 65   | 48   | 6    | 11   | 73.85    |
| 意大利 | 國際米蘭     | 2019年5月  | 2021年5月  | 102  | 64   | 23   | 15   | 62.75    |
| 英格蘭 | 熱刺         | 2021年11月 | 2023年3月  | 76   | 41   | 12   | 23   | 73.85    |
| 總計   | 總計         | 總計       | 總計       | 612  | 356  | 143  | 113  | 58.17    |

球員生涯個人數據
| 球隊     | 年份          | 出場  | 入球 | 助攻 |
| -------- | ------------- | ----- | ---- | ---- |
| 祖雲達斯 | 1991年-2004年 | 418場 | 44球 | 2球  |
| 萊切     | 1986年-1991年 | 91場  | 2球  | -    |

數據來源：Transfermarkt